# جودة الحياة (رعاية صحية)

مؤشر جودة الحياة لوحدة الاستخبارات الاقتصادية عام 2005
8.000 - 8.999
7.000 - 7.999
6.000 - 6.999
5.000 - 5.999
4.000 - 4.999
3.000 - 3.999
لا بيانات

جودة الحياة (اختصارًا QoL أو QOL) هي الجودة المُدركة خلال الحياة اليومية للفرد، أي تقييمُ رفاههم أو افتقارهم له، وهذا يتضمن جميع الجوانب العاطفية والاجتماعية والمادية لحياة الفرد. تعد جودة الحياة المتعلقة بالصحة (HRQoL) في الرعاية الصحية تقييمًا لكيفية تأثر رفاهية الفرد بمرور الوقت بمرض أو إعاقة أو اضطراب.

## المقياس
تشير الإصدارات المبكرة من مقاييس جودة الحياة المتعلقة بالرعاية الصحية إلى تقييمات بسيطة للقدرات البدنية بواسطة مقيم خارجي (كأن يكون المريض قادرًا على النهوض وتناول الطعام والشراب والعناية بالنظافة الشخصية دون أي مساعدة من الآخرين)، أو حتى بالنسبة إلى مقياس واحد (كالزاوية التي يمكن أن ينثني بها أحد الأطراف).
يقر المفهوم الحالي لجودة الحياة المتعلقة بالصحة بأن الأشخاص يقرّون بحالتهم الفعلية بالنسبة لتوقعاتهم الشخصية. [مصدر طبي غير موثوق به] يمكن أن يختلف هذا الأخير بمرور الوقت، ويتفاعل مع التأثيرات الخارجية مثل طول المرض وشدته، ودعم الأسرة، وغير ذلك.
وجد أن تصنيف المرضى والأطباء لنفس الموقف الموضوعي يختلف اختلافًا كبيرًا، كما هو الحال مع أي حالة تنطوي على وجهات نظر متعددة. يجري حاليًا تقييم جودة الحياة المتعلقة بالصحة باستخدام استبيانات المرضى في معظم الأحيان، وتكون غالبًا متعددة الأبعاد وتغطي الجوانب الجسدية والاجتماعية والعاطفية والمعرفية والعمل أو الدور، وربما الجوانب الروحية بالإضافة إلى مجموعة متنوعة من الأعراض المرتبطة بالمرض، وكذلك الآثار الجانبية الناجمة عن العلاج، والتأثير المالي للحالات الطبية. رغم استخدام جودة الحياة المتعلقة بالصحة في كثير من الأحيان بالتبادل مع مقياس الحالة الصحية، إلا أن كلًا منهما يقيس مفاهيم مختلفة.

### أنشطة الحياة اليومية
دوّنت مهن الرعاية الصحية مفاهيم أنشطة الحياة اليومية (ADLs) والأنشطة المساعدة في الحياة اليومية (IADLs)، نظرًا لإمكانية تداخل المشكلات الصحية مع أبسط جوانب الحياة اليومية (مثل التنفس بأريحية، ونوعية النوم، والتخلص من النفايات، وتغذية الفرد لنفسه، وارتداء الملابس، وغير ذلك). يساعد هذا التحليل والتصنيف على تحديد نوعية الحياة جزئيًا على الأقل. ليس بالإمكان إزالة الاعتبارات الذاتية برمتها، لكن يمكن أن يساعد في تحسين القياس والتواصل عن طريق القياس الكمي وتقليل اللاوصفية.

### أمثلة
يجب أن تفي استبيانات جودة الحياة المتعلقة بالصحة بمعايير جودة معينة على غرار أدوات التقييم النفسي الأخرى، والأهم من ذلك ما يتعلق بموثوقيتها وصلاحيتها. طُوّرت المئات من استبيانات جودة الحياة المتعلقة بالصحة والمصدّقة، وكان بعضها متعلقًا بأمراض مختلفة. يمكن تعميم الاستبيانات إلى فئتين:
أدوات قياس شاملة
- مقياس جودة الحياة المتعلقة بالصحة-14 الخاص بمركز السيطرة على الأمراض «مقياس الأيام الصحية»: استبيان يتضمن أربعة أسئلة أساسية وعشرة أسئلة اختيارية يستخدمها مركز السيطرة على الأمراض والوقاية منها (https://www.cdc.gov/hrqol/hrqol14_measure.htm).
- المسح الصحي ذو النموذج القصير (SF-36, SF-12, SF-8): أحد الأمثلة على الاستبيانات المستخدمة على نطاق واسع لتقييم نوعية الحياة المتعلقة بالصحة البدنية والعقلية. يستخدم في التجارب السريرية وتقييمات صحة السكان. يعدّ مناسبًا لتحليل اقتصاديات الدواء، ويغني تحصيص الرعاية الصحية.
- EQ-5D: استبيان بسيط حول جودة الحياة (https://euroqol.org).
- AQoL-8D: استبيان شامل يقيم جودة الحياة المتعلقة بالصحة في أكثر من 8 مجالات: العيش المستقل، والسعادة، والصحة النفسية، والتكيف، والعلاقات، وتقدير الذات، والألم، والحواس (https://www.aqol.com .au).
- أدوات قياس الأمراض أو الاضطرابات أو حالات معينة
- استبيان كينغ الصحي.
- استبيان الاستشارة الدولية حول السَلس البولي قصير النموذج، ونموذج LC -13 لسرطان الرئة من بنك استبيانات جودة الحياة الخاص بالمنظمة الأوروبية لأبحاث وعلاج السرطان، أو مقياس الاكتئاب والقلق من المشافي.
- تقييم مانشستر القصير لجودة الحياة: استبيان مكون من 16 عنصرًا للاستخدام في مجموعات الطب النفسي.
- المجموعة الشرقية التعاونية للأورام: الأكثر استخدامًا لتقييم تأثير السرطان على المصابين به.
- مقياس جمعية نيويورك لأمراض القلب: الأكثر استخدامًا لتقييم تأثير أمراض القلب على الأفراد.
- نظام قياس المنظمة الأوروبية لأبحاث وعلاج السرطان، للاستخدام في التجارب السريرية في علم الأورام. اختُبرت هذه الأدوات بصرامة وجرى التحقق من صحتها وترجمتها. كمية كبيرة من البيانات المرجعية متاحة الآن. نما المجال الخاص بجودة الحياة الصحية بشكل ملحوظ في العقد الماضي، بالإضافة إلى ظهور مئات من الدراسات الجديدة وإعداد أفضل لتقارير التجارب السريرية. تشكل جودة الحياة الصحية إنذار البُقية في بعض الأمراض وعند بعض المرضى.
- مقياس منظمة الصحة العالمي لجودة الحياة- BREF: مسح عام عن جودة الحياة مصرّح به في العديد من البلدان.
- مقياس جودة الحياة المحدد للسكتة الدماغية: مقياس نتائج محوره المريض ويهدف إلى توفير تقييم لنوعية الحياة المتعلقة بالصحة، خاصة عند مرضى السكتة الدماغية فقط. يقيس الطاقة، والأدوار الأسرية، واللغة، والتنقل، والمزاج، والشخصية، والرعاية الذاتية، والأدوار الاجتماعية، والتفكير، ووظيفة الطرف العلوي، والرؤية وإنتاجية العمل.[5]
- مقاييس خاصة بأمراض الروماتيزم، مثل RAQoL لالتهاب المفاصل الروماتويدي، ومقياس OAQoL لهشاشة العظام، ومقياس ASQoL لالتهاب الفقرات التيبسي، ومقياس SScQoL للتصلب الجهازي، ومقياس PsAQoL للأشخاص المصابين بالتهاب المفاصل الصدفي.[6][7][8][9][10]

## الجدوى
هناك مجموعة متنوعة من الاستطلاعات المصرّح بها لمقدمي الرعاية الصحية، لاستخدامها في قياس جودة الحياة المتعلقة بصحة المريض. تُستخدم النتائج للمساعدة في تحديد خيارات العلاج للمريض بناءً على النتائج السابقة لمرضى آخرين، ولقياس التحسينات الخاصة بالفرد فيما يتعلق بجودة الحياة قبل العلاج وبعده.
يمكن أن يساعد مقدمي الرعاية الصحية على تحديد خطة العلاج الأفضل عند استخدامه كأداة في الدراسات الطولية التي تستقصي المرضى قبل العلاج وبعده، وبالتالي تحسين الرعاية الصحية من خلال عملية تطورية.

### الأهمية
يعدّ مجال الأبحاث التي تهتم بتطوير مقاييس جودة الحياة وتقييمها وتطبيقها ضمن البحوث المتعلقة بالصحة في نمو متزايد (مثل المطبقة ضمن الدراسات المنضبطة المعشاة)، لا سيما فيما يتعلق ببحوث الخدمات الصحية. تُطلع أبحاث جودة الحياة المتعلقة بالصحة والمُنفذة على نحو جيد، أولئك المكلفين بالترشيد الصحي أو أي شخص مشارك في عملية صنع القرار في وكالات مثل إدارة الغذاء والدواء أو وكالة الأدوية الأوروبية أو المعهد الوطني للصحة وجودة الرعاية. يمكن استخدام أبحاث جودة الحياة المتعلقة بالصحة أيضًا كخطوة أخيرة في التجارب السريرية للعلاجات التجريبية.
ازداد الإقرار على التعامل مع جودة الحياة كموضوع رعاية صحية، لأن العلاقة بين التكلفة والقيمة تثير مشاكل معقدة، وغالبًا مع ارتباط عاطفي مرتفع بسبب التأثير المحتمل على حياة الإنسان، إذ يجب على مقدمي الرعاية مثلًا، الرجوع إلى تحليل التكلفة والفائدة لاتخاذ قرارات اقتصادية بشأن الوصول إلى الأدوية باهظة الثمن التي قد تطيل الحياة لفترة قصيرة و/أو توفر الحد الأدنى من تحسين جودة الحياة. كما أنه من الضروري موازنة هذه الأدوية العلاجية مقابل تكلفة العلاجات البديلة أو الطب الوقائي.
ينصبّ الاهتمام في حالة الأمراض المزمنة و/أو العضال، على تحسين جودة الحياة المتعلقة بالصحة من خلال تدخلات مثل إدارة الأعراض، والتكنولوجيا المساعدة، والرعاية التلطيفية.
تشير الأبحاث في مجال رعاية المسنين إلى أن التحسينات في تصنيفات جودة الحياة قد تؤدي أيضًا إلى تحسين نتائج المقيمين، مما قد يؤدي إلى توفير كبير في التكلفة بمرور الوقت. أظهرت الأبحاث أيضًا أنه يمكن استخدام تقييمات جودة الحياة بنجاح كمقياس رئيسي للأداء عند تصميم مبادرات التغيير التنظيمي وتنفيذها في دور رعاية المسنين.

### الأبحاث
البحث الذي يدور حول جودة الحياة المتعلقة بالصحة مهم للغاية بسبب الآثار التي يمكن أن يكون لها على العلاجات والبروتوكولات الصحية الحالية والمستقبلية. وبالتالي، يمكن أن تصبح الاستبيانات المتعلقة بجودة الحياة الصحية التي تم التحقق من صحتها جزءًا لا يتجزأ من التجارب السريرية في تحديد قيمة الأدوية التجريبية في تحليل التكلفة والعائد. على سبيل المثال، يستخدم مركز السيطرة على الأمراض والوقاية منها (CDC) مسح جودة الحياة المتعلق بالصحة، مقياس اليوم الصحي، كجزء من البحث لتحديد الفوارق الصحية، وتتبع الاتجاهات السكانية، وبناء تحالفات واسعة حول مقياس صحة السكان. يمكن بعد ذلك استخدام هذه المعلومات من قبل مستويات متعددة من الحكومة أو غيرهم من المسؤولين «لزيادة جودة الحياة وسنواتها» و «القضاء على الفوارق الصحية» من أجل تكافؤ الفرص.

### آداب المهنة
تشير جودة أخلاقيات الحياة إلى مبدأ أخلاقي يستخدم تقييمات نوعية الحياة التي يمكن أن يختبرها الشخص كأساس لاتخاذ قرارات بشأن استمرار الحياة أو إنهائها. غالبًا ما يتم استخدامه على عكس أو معارضة قدسية أخلاق الحياة.
في حين أن أدوات القياس يمكن أن تكون وسيلة لقياس جودة الحياة علميًا بطريقة موضوعية في مجموعة واسعة من الموضوعات والظروف، إلا أن هناك قيودًا وعواقب سلبية محتملة مع استخدامها. أولاً، يفترض أن التقييم يمكن أن يكون قادرًا على تحديد مجالات مثل المادية والعاطفية والاجتماعية والرفاهية وما إلى ذلك مع درجة كمية واحدة. علاوة على ذلك، كيف يتم ترجيح هذه المجالات؟ هل سيتم قياسهما بنفس الطريقة أم بالتساوي لكل شخص؟ أم أنها ستأخذ في الاعتبار مدى أهمية هذه المجالات المحددة لكل شخص عند إنشاء النتيجة النهائية؟ كل شخص لديه مجموعة خاصة به من الخبرات والقيم ونقطة الجدل هي أن هذا يجب أن يؤخذ في الاعتبار. ومع ذلك، سيكون من الصعب على الشخص تصنيف مجالات جودة الحياة هذه. هناك نقطة أخرى يجب مراعاتها وهي أن قيم الأشخاص وخبراتهم تتغير بمرور الوقت وقد تختلف تصنيفات مجال جودة حياتهم. يجب إضافة هذا التحذير أو يمكن أخذ ديناميكيات ذلك في الاعتبار عند تفسير وفهم النتائج من أداة قياس جودة الحياة. يمكن لأدوات قياس جودة الحياة أيضًا أن تعزز وجهة نظر سلبية ومتشائمة للأطباء والمرضى والأسر، خاصة عند استخدامها في الأساس لكل كلمة خلال وقت التشخيص. يمكن أن تفشل أدوات قياس جودة الحياة في تفسير الاستراتيجيات العلاجية الفعالة التي يمكن أن تخفف الأعباء الصحية، وبالتالي يمكن أن تعزز نبوءة تحقق ذاتها للمرضى. على المستوى المجتمعي، يمكن لمفهوم نوعية الحياة المنخفضة أيضًا أن يديم التحيزات السلبية التي يعاني منها الأشخاص الذين يعانون من إعاقات أو أمراض مزمنة.

## التحليل

### التحيزات الإحصائية
ليس من غير المألوف أن يكون هناك بعض الشذوذ الإحصائي أثناء تحليل البيانات. بعض من أكثر الأشياء التي يتم مشاهدتها بشكل متكرر في تحليل جودة الحياة المتعلقة بالصحة هي تأثير السقف، وتأثير الأرضية، وتحيز تحول الاستجابة.
يشير تأثير السقف إلى كيف أن المرضى الذين يبدأون بجودة حياة أعلى من المريض العادي لا يكون لديهم مجال كبير للتحسين عند العلاج. عكس ذلك هو تأثير الأرضية، حيث يكون لدى المرضى الذين يعانون من انخفاض جودة الحياة مساحة أكبر بكثير للتحسين.نتيجة لذلك، إذا كان نطاق جودة الحياة قبل العلاج غير متوازن للغاية، فهناك احتمال أكبر لتحريف النتائج النهائية، مما يخلق إمكانية تصوير غير صحيح لفعالية العلاج أو عدمه.

### تحيز تحول الاستجابة
يعد تحيز تحول الاستجابة مشكلة متزايدة في الدراسات الطولية التي تعتمد على النتائج التي أبلغ عنها المريض. يشير إلى إمكانية تغيير آراء أو قيم أو توقعات الشخص المعني على مدار الدراسة، وبالتالي إضافة عامل تغيير آخر في النتائج النهائية. يجب على الأطباء ومقدمي الرعاية الصحية إعادة معايرة الاستطلاعات على مدار الدراسة لحساب انحياز التحول في الاستجابة.تختلف درجة إعادة المعايرة بسبب عوامل تعتمد على مجال البحث الفردي ومدة الدراسة.

### التباين الإحصائي
في دراسة أجراها نورمان أي آل حول مسوحات جودة الحياة المتعلقة بالصحة، فقد وجد أن معظم نتائج المسح كانت ضمن نصف الانحراف المعياري. نورمان أي آل افترض أن هذا يرجع إلى قدرة التمييز البشرية المحدودة كما حددها جورج أ. ميلر في عام 1956. باستخدام الرقم السحري 7 ± 2، افترض ميلر أنه عندما يمتد مقياس المسح إلى ما بعد 7 ± 2، يفشل البشر في أن يكونوا متسقين ويفقدون القدرة على التمييز بين الخطوات الفردية على المقياس بسبب سعة القناة.
نورمان أي آل يستخدم استطلاعات جودة الحياة المتعلقة بالصحة المقترحة نصف الانحراف المعياري كميزة ذات دلالة إحصائية للعلاج بدلاً من حساب «الفروق ذات الأهمية الدنيا» الخاصة بالمسح، والتي تمثل تحسينات الحياة الواقعية المفترضة التي أبلغ عنها الأشخاص. بعبارة أخرى، نورمان أي آل قام بتعيين جميع مقاييس مسح جودة الحياة المتعلقة بالصحة على نصف الانحراف المعياري بدلاً من حساب مقياس لكل دراسة للتحقق من صحة المسح حيث يشار إلى الخطوات باسم «الفروق ذات الأهمية الدنيا».